# ATP Finals 2018
ATP Finals 2018 (còn được biết đến với tên gọi Nitto ATP Finals 2018 vì lí do tài trợ) là giải đấu quần vợt nam được diễn ra tại Nhà thi đấu O2 ở Luân Đôn, Anh Quốc, từ ngày 11 đến ngày 18 tháng 11 năm 2018. Đây là sự kiện cuối mùa giải dành cho các tay vợt có thứ hạng đơn và đôi theo cặp cao nhất mùa giải ATP World Tour 2018.

## Thông tin về giải đấu
ATP Finals 2018 diễn ra từ ngày 11 đến ngày 18 tháng 11 tại Nhà thi đấu O2 ở Luân Đôn, Anh Quốc. Đây là lần thứ 49 giải đấu này được tổ chức (lần thứ 44 ở nội dung đôi). Giải đấu được điều hành bởi Hiệp hội quần vợt chuyên nghiệp (ATP) và là một phần của mùa giải ATP World Tour 2018. Sự kiện diễn ra trên sân cứng trong nhà. Nó được coi là giải đấu cuối mùa dành cho các tay vợt ở ATP Tour.
8 tay vợt lọt vào sự kiện này được chia làm hai bảng 4 tay vợt. Tại vòng đấu bảng này, các tay vợt đối đầu với nhau theo thể thức thi đấu vòng tròn (nghĩa là các tay vợt đối đầu với các tay vợt khác trong bảng của họ).
Hai tay vợt với thành tích tốt nhất ở mỗi bảng đi tiếp vào vòng bán kết, nơi tay vợt đứng đầu bảng này đối mặt với tay vợt đứng nhì bảng kia. Tuy nhiên, giai đoạn này là vòng đấu loại trực tiếp. Nội dung đôi áp dụng cùng thể thức.

### Thể thức
ATP Finals có thể thức đấu bảng vòng tròn, với 8 tay vợt/cặp chia làm hai bảng 4 tay vợt/cặp. Tám hạt giống được xác định bởi Bảng xếp hạng đơn ATP và Bảng xếp hạng đôi theo cặp ATP vào Thứ Hai sau giải đấu ATP World Tour cuối cùng của năm. Tất cả các trận đánh đơn, kể cả trận chung kết, được diễn ra trong 3 set với loạt tie-break ở mỗi set kể cả set thứ ba. Tất cả các trận đánh đôi được diễn ra trong 2 set (không có lợi điểm) và loạt Tie-break set 3 để kết thúc trận đấu.

## Điểm và tiền thưởng
| Giai đoạn                | Đơn             | Đôi1          | Điểm thưởng |
| ------------------------ | --------------- | ------------- | ----------- |
| Vô địch                  | VB + $1.900.000 | VB + $303.000 | VB + 900    |
| Á quân                   | VB + $620.000   | VB + $103.000 | VB + 400    |
| Mỗi trận thắng Vòng Bảng | $203.000        | $38.000       | 200         |
| Phí tham dự              | $203.000        | $100.000      | —           |
| Các tay vợt thay thế     | $110.000        | $38.000       | —           |

- VB là số điểm thưởng hoặc tiền thưởng giành được ở giai đoạn Vòng Bảng.
- 1 Tiền thưởng cho nội dung đôi là cho mỗi cặp.
- Nhà vô địch với thành tích bất bại nhận được số điểm thưởng tối đa là 1.500 điểm, và số tiền thưởng là $2.712.000 đối với nội dung đơn hoặc $517.000 đối với nội dung đôi.[3]

## Các tay vợt tham dự

### Đơn
| #           | Các tay vợt           | Điểm  | Số giải đấu | Ngày lọt vào |
| ----------- | --------------------- | ----- | ----------- | ------------ |
| 1           | Novak Djokovic        | 8,045 | 14          | 8 tháng 9    |
| chấn thương | Rafael Nadal          | 7,480 | 9           | 11 tháng 8   |
| 2           | Roger Federer         | 6,020 | 10          | 8 tháng 9    |
| chấn thương | Juan Martín del Potro | 5,300 | 19          | 3 tháng 10   |
| 3           | Alexander Zverev      | 5,085 | 18          | 12 tháng 10  |
| 4           | Kevin Anderson        | 4,310 | 20          | 28 tháng 10  |
| 5           | Marin Čilić           | 4,050 | 18          | 2 tháng 11   |
| 6           | Dominic Thiem         | 3,895 | 23          | 2 tháng 11   |
| 7           | Kei Nishikori         | 3,390 | 21          | 3 tháng 11   |
| 8           | John Isner            | 3,155 | 22          | 5 tháng 11   |

### Đôi
| # | Các tay vợt                         | Điểm  | Số giải đấu | Ngày lọt vào |
| - | ----------------------------------- | ----- | ----------- | ------------ |
| 1 | Oliver Marach Mate Pavić            | 7,430 | 22          | 27 tháng 7   |
| 2 | Juan Sebastián Cabal Robert Farah   | 5,830 | 20          | 29 tháng 9   |
| 3 | Łukasz Kubot Marcelo Melo           | 5,250 | 23          | 13 tháng 10  |
| 4 | Jamie Murray Bruno Soares           | 4,940 | 20          | 11 tháng 10  |
| — | Bob Bryan Mike Bryan                | 4,355 | 9           | 2 tháng 8    |
| 5 | Mike Bryan Jack Sock                | 4,270 | 6           | 14 tháng 10  |
| 6 | Raven Klaasen Michael Venus         | 4,165 | 23          | 23 tháng 10  |
| 7 | Nikola Mektić Alexander Peya        | 3,920 | 21          | 23 tháng 10  |
| 8 | Pierre-Hugues Herbert Nicolas Mahut | 3,310 | 10          | 14 tháng 10  |

## Đối đầu
Dưới đây là thành tích đối đầu khi họ hướng tới giải đấu.

### Đơn
Tổng thể
|   |                  | Djokovic | Federer | Zverev | Anderson | Čilić | Thiem | Nishikori | Isner | Tổng thể | Thắng–thua trong năm |
| 1 | Novak Djokovic   |          | 25–22   | 1–1    | 7–1      | 16–2  | 5–2   | 15–2      | 8–2   | 77–32    | 49–11                |
| 2 | Roger Federer    | 22–25    |         | 3–2    | 4–1      | 9–1   | 1–2   | 7–2       | 5–2   | 51–35    | 46–8                 |
| 3 | Alexander Zverev | 1–1      | 2–3     |        | 4–0      | 5–1   | 2–5   | 2–1       | 4–1   | 20–12    | 54–18                |
| 4 | Kevin Anderson   | 1–7      | 1–4     | 0–4    |          | 1–6   | 6–2   | 3–5       | 4–8   | 16–36    | 45–17                |
| 5 | Marin Čilić      | 2–16     | 1–9     | 1–5    | 6–1      |       | 0–1   | 6–9       | 7–3   | 23–44    | 41–18                |
| 6 | Dominic Thiem    | 2–5      | 2–1     | 5–2    | 2–6      | 1–0   |       | 1–3       | 1–1   | 14–18    | 53–18                |
| 7 | Kei Nishikori    | 2–15     | 2–7     | 1–2    | 5–3      | 9–6   | 3–1   |           | 2–1   | 24–35    | 42–19                |
| 8 | John Isner       | 2–8      | 2–5     | 1–4    | 8–4      | 3–7   | 1–1   | 1–2       |       | 18–31    | 34–19                |

Sân cứng trong nhà
|   |                  | Djokovic | Federer | Zverev | Anderson | Čilić | Thiem | Nishikori | Isner | Tổng thể | Thắng–thua trong năm |
| 1 | Novak Djokovic   |          | 6–4     | 0–0    | 0–0      | 3–1   | 1–0   | 4–1       | 2–0   | 16–6     | 4–1                  |
| 2 | Roger Federer    | 4–6      |         | 1–0    | 1–0      | 2–0   | 0–0   | 4–0       | 0–1   | 12–7     | 12–1                 |
| 3 | Alexander Zverev | 0–0      | 0–1     |        | 0–0      | 2–0   | 0–1   | 0–0       | 0–0   | 2–2      | 6–3                  |
| 4 | Kevin Anderson   | 0–0      | 0–1     | 0–0    |          | 0–0   | 1–0   | 2–2       | 0–0   | 3–3      | 11–2                 |
| 5 | Marin Čilić      | 1–3      | 0–2     | 0–2    | 0–0      |       | 0–0   | 2–1       | 0–1   | 3–9      | 3–3                  |
| 6 | Dominic Thiem    | 0–1      | 0–0     | 1–0    | 0–1      | 0–0   |       | 0–1       | 0–0   | 1–3      | 7–2                  |
| 7 | Kei Nishikori    | 1–4      | 0–4     | 0–0    | 2–2      | 1–2   | 1–0   |           | 0–0   | 5–12     | 15–5                 |
| 8 | John Isner       | 0–2      | 1–0     | 0–0    | 0–0      | 1–0   | 0–0   | 0–0       |       | 2–2      | 5–4                  |

### Đôi
|   |                                     | Marach Pavić | Cabal Farah | Kubot Melo | Murray Soares | Bryan Sock | Klaasen Venus | Mektić Peya | Herbert Mahut | Tổng thể | Thắng–thua trong năm |
| 1 | Oliver Marach Mate Pavić            |              | 2–0         | 0–3        | 1–2           | 0–0        | 0–1           | 0–2         | 0–3           | 3–11     | 51–17                |
| 2 | Juan Sebastián Cabal Robert Farah   | 0–2          |             | 4–2        | 2–4           | 0–1        | 0–2           | 1–2         | 1–3           | 8–16     | 37–21                |
| 3 | Łukasz Kubot Marcelo Melo           | 3–0          | 2–4         |            | 4–3           | 0–1        | 3–1           | 0–1         | 1–0           | 13–10    | 39–20                |
| 4 | Jamie Murray Bruno Soares           | 2–1          | 4–2         | 3–4        |               | 0–0        | 2–1           | 1–1         | 2–2           | 14–11    | 37–18                |
| 5 | Mike Bryan Jack Sock                | 0–0          | 1–0         | 1–0        | 0–0           |            | 1–1           | 0–0         | 1–0           | 4–1      | 16–5                 |
| 6 | Raven Klaasen Michael Venus         | 1–0          | 2–0         | 1–3        | 1–2           | 1–1        |               | 0–2         | 0–0           | 6–8      | 38–23                |
| 7 | Nikola Mektić Alexander Peya        | 2–0          | 2–1         | 1–0        | 1–1           | 0–0        | 2–0           |             | 0–1           | 8–3      | 36–18                |
| 8 | Pierre-Hugues Herbert Nicolas Mahut | 3–0          | 3–1         | 0–1        | 2–2           | 0–1        | 0–0           | 1–0         |               | 9–5      | 20–9                 |

## Bốc thăm chia bảng
| Bảng Guga Kuerten | Bảng Lleyton Hewitt |
| ----------------- | ------------------- |
| Novak Djokovic    | Roger Federer       |
| Alexander Zverev  | Kevin Anderson      |
| Marin Čilić       | Dominic Thiem       |
| John Isner        | Kei Nishikori       |

| Bảng Knowles/Nestor                   | Bảng Llodra/Santoro                    |
| ------------------------------------- | -------------------------------------- |
| Oliver Marach / Mate Pavić            | Juan Sebastián Cabal / Robert Farah    |
| Łukasz Kubot / Marcelo Melo           | Jamie Murray / Bruno Soares            |
| Mike Bryan / Jack Sock                | Raven Klaasen / Michael Venus          |
| Pierre-Hugues Herbert / Nicolas Mahut | Nikola Mektić / Alexander Peya         |
|                                       | Henri Kontinen / John Peers (Thay thế) |

## Tóm tắt từng ngày
| Các trận đấu         | Các trận đấu         | Các trận đấu         | Các trận đấu                            | Các trận đấu                            | Các trận đấu          | Các trận đấu |
| Buổi                 | Nội dung             | Sự kiện              | Thắng                                   | Thua                                    | Tỉ số                 |              |
| Ngày 1 (11 tháng 11) | Ngày 1 (11 tháng 11) | Ngày 1 (11 tháng 11) | Ngày 1 (11 tháng 11)                    | Ngày 1 (11 tháng 11)                    | Ngày 1 (11 tháng 11)  |              |
| -------------------- | -------------------- | -------------------- | --------------------------------------- | --------------------------------------- | --------------------- | ------------ |
| Chiều                | Đôi                  | Bảng Llodra/Santoro  | Jamie Murray Bruno Soares [4]           | Raven Klaasen Michael Venus [6]         | 7–6(7–5), 4–6, [10–5] |              |
| Chiều                | Đơn                  | Bảng Lleyton Hewitt  | Kevin Anderson [4]                      | Dominic Thiem [6]                       | 6–3, 7–6(12–10)       |              |
| Tối                  | Đôi                  | Bảng Llodra/Santoro  | Juan Sebastián Cabal Robert Farah [2]   | Nikola Mektić Alexander Peya [7]        | 6–3, 6–4              |              |
| Tối                  | Đơn                  | Bảng Lleyton Hewitt  | Kei Nishikori [7]                       | Roger Federer [2]                       | 7–6(7–4), 6–3         |              |
| Ngày 2 (12 tháng 11) |                      |                      |                                         |                                         |                       |              |
| Chiều                | Đôi                  | Bảng Knowles/Nestor  | Oliver Marach Mate Pavić [1]            | Pierre-Hugues Herbert Nicolas Mahut [8] | 6–4, 7–6(7–3)         |              |
| Chiều                | Đơn                  | Bảng Guga Kuerten    | Alexander Zverev [3]                    | Marin Čilić [5]                         | 7–6(7–5), 7–6(7–1)    |              |
| Tối                  | Đôi                  | Bảng Knowles/Nestor  | Mike Bryan Jack Sock [5]                | Łukasz Kubot Marcelo Melo [3]           | 6–3, 7–6(7–5)         |              |
| Tối                  | Đơn                  | Bảng Guga Kuerten    | Novak Djokovic [1]                      | John Isner [8]                          | 6–4, 6–3              |              |
| Ngày 3 (13 tháng 11) |                      |                      |                                         |                                         |                       |              |
| Chiều                | Đôi                  | Bảng Llodra/Santoro  | Raven Klaasen Michael Venus [6]         | Nikola Mektić Alexander Peya [7]        | 7–6(7–5), 7–6(7–5)    |              |
| Chiều                | Đơn                  | Bảng Lleyton Hewitt  | Kevin Anderson [4]                      | Kei Nishikori [7]                       | 6–0, 6–1              |              |
| Tối                  | Đôi                  | Bảng Llodra/Santoro  | Jamie Murray Bruno Soares [4]           | Juan Sebastián Cabal Robert Farah [2]   | 6–4, 6–3              |              |
| Tối                  | Đơn                  | Bảng Lleyton Hewitt  | Roger Federer [2]                       | Dominic Thiem [6]                       | 6–2, 6–3              |              |
| Ngày 4 (14 tháng 11) |                      |                      |                                         |                                         |                       |              |
| Chiều                | Đôi                  | Bảng Knowles/Nestor  | Mike Bryan Jack Sock [5]                | Oliver Marach Mate Pavić [1]            | 6–4, 7–6(7–4)         |              |
| Chiều                | Đơn                  | Bảng Guga Kuerten    | Novak Djokovic [1]                      | Alexander Zverev [3]                    | 6–4, 6–1              |              |
| Tối                  | Đôi                  | Bảng Knowles/Nestor  | Pierre-Hugues Herbert Nicolas Mahut [8] | Łukasz Kubot Marcelo Melo [3]           | 6–2, 6–4              |              |
| Tối                  | Đơn                  | Bảng Guga Kuerten    | Marin Čilić [5]                         | John Isner [8]                          | 6–7(2–7), 6–3, 6–4    |              |
| Ngày 5 (15 tháng 11) |                      |                      |                                         |                                         |                       |              |
| Chiều                | Đôi                  | Bảng Llodra/Santoro  | Jamie Murray Bruno Soares [4]           | Henri Kontinen John Peers [9/Thay thế]  | 3–6, 7–6(7–3), [10–3] |              |
| Chiều                | Đơn                  | Bảng Lleyton Hewitt  | Dominic Thiem [6]                       | Kei Nishikori [7]                       | 6–1, 6–4              |              |
| Tối                  | Đôi                  | Bảng Llodra/Santoro  | Juan Sebastián Cabal Robert Farah [2]   | Raven Klaasen Michael Venus [6]         | 6–3, 7–6(7–5)         |              |
| Tối                  | Đơn                  | Bảng Lleyton Hewitt  | Roger Federer [2]                       | Kevin Anderson [4]                      | 6–4, 6–3              |              |
| Ngày 6 (16 tháng 11) |                      |                      |                                         |                                         |                       |              |
| Chiều                | Đôi                  | Bảng Knowles/Nestor  | Łukasz Kubot Marcelo Melo [3]           | Oliver Marach Mate Pavić [1]            | 7–6(7–4), 6–4         |              |
| Chiều                | Đơn                  | Bảng Guga Kuerten    | Alexander Zverev [3]                    | John Isner [8]                          | 7–6(7–5), 6–3         |              |
| Tối                  | Đôi                  | Bảng Knowles/Nestor  | Pierre-Hugues Herbert Nicolas Mahut [8] | Mike Bryan Jack Sock [5]                | 6–2, 6–2              |              |
| Tối                  | Đơn                  | Bảng Guga Kuerten    | Novak Djokovic [1]                      | Marin Čilić [5]                         | 7–6(9–7), 6–2         |              |
| Ngày 7 (17 tháng 11) |                      |                      |                                         |                                         |                       |              |
| Chiều                | Đôi                  | Bán kết              | Mike Bryan Jack Sock [5]                | Jamie Murray Bruno Soares [4]           | 6–3, 4–6, [10–4]      |              |
| Chiều                | Đơn                  | Bán kết              | Alexander Zverev [3]                    | Roger Federer [2]                       | 7–5, 7–6(7–5)         |              |
| Tối                  | Đôi                  | Bán kết              | Pierre-Hugues Herbert Nicolas Mahut [8] | Juan Sebastián Cabal Robert Farah [2]   | 6–3, 5–7, [10–5]      |              |
| Tối                  | Đơn                  | Bán kết              | Novak Djokovic [1]                      | Kevin Anderson [4]                      | 6–2, 6–2              |              |
| Ngày 8 (18 tháng 11) |                      |                      |                                         |                                         |                       |              |
| Chiều                | Đôi                  | Chung kết            | Mike Bryan Jack Sock [5]                | Pierre-Hugues Herbert Nicolas Mahut [8] | 5–7, 6–1, [13–11]     |              |
| Chiều                | Đơn                  | Chung kết            | Alexander Zverev [3]                    | Novak Djokovic [1]                      | 6–4, 6–3              |              |

## Nhà vô địch

### Đơn
Alexander Zverev đb  Novak Djokovic, 6–4, 6–3
- Đây là danh hiệu thứ 4 của Zverev trong năm và là danh hiệu thứ 10 trong sự nghiệp. Đây là lần vô địch đầu tiên của anh tại sự kiện này.[19]

### Đôi
Mike Bryan /  Jack Sock đb  Pierre-Hugues Herbert /  Nicolas Mahut, 5–7, 6–1, [13–11]